# 上海轨道交通嘉青松金线
上海轨道交通市域线嘉青松金线，简称市域嘉青松金线或嘉青松金线，是一条上海市远期规划中的轨道交通线路，“嘉青松金”名称源于该线途径的嘉定、青浦、松江、金山四区。该线路北起嘉定区安亭枢纽市域场，经过示范区线青浦新城站、南枫线朱泾东站预留的站台，南至金山区金山滨海站。